# Abderrahman Meliani
Abderrahman Meliani (* 25. April 1944 in Marrakesch) ist ein marokkanischer Maler der zeitgenössischen Kunst.

## Leben
Abderrahman Meliani studierte von 1963 bis 1966 an der Kunstgewerbeschule École des Arts Appliqués in Rabat, anschließend bis 1968 Zeichnen an der École Normale Supérieure. 1978 bis 1986 arbeitete er an der Europäischen Kunstakademie in Trier, wo er 1982 bis 1984 und 1986 als Dozent im Fachbereich Grafik unterrichtete. Der Künstler lebt in Rabat und unterrichtet am dortigen Centre Pédagogique Régional.

## Werk
Meliani fertigt kleinformatige Collagen aus verschiedenen Materialien wie Sand, Stoff, Wolle und Papier in einem poetischen, teilweise gegenständlichen Stil, dessen Spiel mit Licht und Farben ein Thema höchstens erahnen lassen. Strukturen und harmonische Farbkompositionen entlehnt er häufig den Knüpf- und Webtechniken der traditionellen marokkanischen Teppiche. Er illustrierte den 1989 erschienenen Gedichtband L'Ivre poème des marokkanischen Schriftstellers Abdelhak Serhane.
Daneben malt er mit Acryl auf Nessel in wandfüllenden Formaten mit dem Spachtel reliefierte Farbflächen, aus deren häufig braun-erdigem oder dunkelrotem Hintergrund zeichnerische, noch als gegenständlich erkennbare Formen auftauchen. Dinge werden auf das Wesentliche ihrer Umrisse reduziert und bleiben in ihrer Funktion mehrdeutig.

## Einzelausstellungen (Auswahl)
- 1972: Galerie du Centre Américain, Rabat
- 1973: Galerie la Découverte, Rabat
- 1979: Galerie Structure B.S, Rabat
- 1984: Galerie Bab Rouah, Rabat
- 1984: Galerie R. W. I., Düsseldorf
- 1986: Galerie Nadar, Casablanca
- 1990: Espace Diagonale, Casablanca
- 2003: Galerie Bab Rouah, Rabat
- 2008: Institut Français, Rabat
- 2010: Galerie Bab Rouah, Rabat

## Beteiligungen (Auswahl)
- 1980: Galerie Bernes, Trier
- 1981: Galerie de la Bibliothèque Municipale, Bordeaux
- 1984: Europahalle Trier
- 1987: Raleigh Contemporary Galleries, North Carolina (USA)
- 1989: Galerie Almada Negreiros, Lissabon
- 1991: Grand Palais, Paris
- 1992: Galerie Bernanos, Paris
- 1993: Cité Internationale des Arts, Paris
- 1994: Goethe-Institut, Rabat
- 1999: Villa des Arts, Casablanca
- 2000: Exposition itinérante, Barcelona, Mallorca, Valencia